# Wolf Team
Wolf Team ((株)ウルフチーム) fue fundada en 1986 como parte de Telenet Japan y fue originalmente dirigida por Masahiro Akishino. Wolfteam se independizo de Telenet en 1987, para posteriormente reintegrarase en 1990, al mismo tiempo se fusionó con una subsidiaria de Telenet llamada Lasersoft, posteriormente esta fue completamente absorbida en una reestructuración interna por parte de Telenet en 1993 en cierto punto en el que la mayoría del Personal dejó la compañía junto con Akishino.
Entre el personal restante se encontraban: el joven programador Yoshiharu Gotanda, el diseñador Masaki Norimoto, el director Joe Asanuma, el artista gráfico Yoshiaki Inagaki, el compositor Motoi Sakuraba, y el diseñador de efectos de sonido Ryota Furuya. Este mismo personal de programadores creó juegos como: Sol Feace y Hiouden: Mamono-tachi tono Chikai, los cuales enfrentaron malas ventas debido a la reputación negativa de Telenet. Para Tale Phantasia, un videojuego que Gotanda tenía en mente, ellos buscarón a un distribuidor externo con una mejor reputración. Después de aproximarse a Enix, Telenet firmó un contrato con Namco.
Namco, insistió en implantar muchos cambios al juego, entre ellos cambiar el título del juego a Tales of Phantasia. El conflicto que hubo sobre estos cambios hizo que se retrasara la salida del juego el cual originalmente iba a ser lanzado en 1994, y terminó siendo presentado a finales de 1995. La mayor parte del personal inicial de Tales of Phantasia que se involucró en esa disputa dejaron Wolf Team y fundaron tri-Ace a principios de 1995. 
Para continuar el arreglo lucrativo con Namco para desarrollar la serie de Tales of, Telenet reunió de nueva cuenta al Personal de Wolf Team, junto con otros miembros como Motoi Sakuraba quien tenía un estatus de compositor independiente. Ellos desarrollaron y codesarrollaron cada juego de la serie hasta que Wolf Team fue renombrado bajo una nueva identidad corporativa conocida como Namco Tales Studio a principios del 2003, por la cual Namco asumió tener posesión completa de esta. En octubre de 2007, Telenet cerro sus puertas y se declaró en bancarrota, lo cual puso final al nombre de Wolf Team.

## Lista de juegos
- Granada
- Arcus Odyssey
- Earnest Evans
- El Viento
- Anetto Futatabi
- Dino Land
- Final Zone
- Devastator
- Sol Feace
- Neugier
- Fhey Area
- Zan
- Tales of Phantasia
- Tales of Destiny
- Tokyo Twilight Busters